# Rubus preptanthus
Rubus preptanthus es una especie de planta del género Rubus, perteneciente a la familia Rosaceae.

## Taxonomía
Rubus preptanthus fue descrita por Wilhelm Olbers Focke en 1910.

## Distribución
Se encuentra en el territorio centro-sur de China y oriente del Himalaya.